# Pachystoma nutans
Pachystoma nutans är en orkidéart som beskrevs av Sing Chi Chen och Yi Bo Luo. Pachystoma nutans ingår i släktet Pachystoma och familjen orkidéer.
Artens utbredningsområde är Burma. Inga underarter finns listade i Catalogue of Life.